# エアナーシルへの苦情粘土板
エアナーシルへの苦情粘土板（エアナーシルへのくじょうねんどばん、UET V 81、英:Complaint tablet to Ea-nāṣir）は、古代の都市国家ウルに送られた粘土板である。紀元前1750年頃に書かれた、高さ11.6cm、幅5cmのこの粘土板は、商人エアナーシル（Ea-nāṣir） が粗悪な銅をナンニ（Nanni）という顧客に販売したとされる取引の成り行きを記録している。品質に不満を持ったナンニは、エアナーシルからの扱いの悪さと自身の召使いに対する劣悪な態度を訴えるため、楔形文字でこの粘土板を書いた。
レオナード・ウーリーによってウルで発見されたこの粘土板は、現在大英博物館に所蔵されている。同粘土板はアッカド語の楔形文字で書かれており、ギネス世界記録によって「世界最古のクレーム文」として認定されている。2015年以降、この粘土板の内容、とりわけエアナーシルについての部分は、現代のクレームとあまりにも似通っていることから、インターネットミームとして人気を博した。

## 外見
粘土板の寸法は高さ11.6センチメートル (4.6 in)、幅5 cm (2.0 in)、厚さ2.6 cm (1.0 in)であり、少し摩耗している。

## 内容

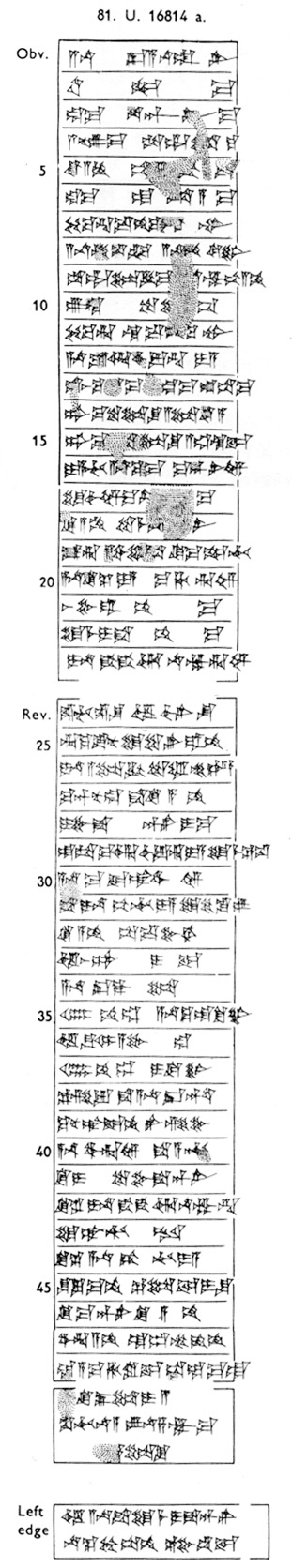
粘土板の裏面、正面、左端に記された文章の転写

この粘土板には、エアナーシルがディルムンへ銅を買い付けに行き、メソポタミアで販売していた時のことが記されている。ある時、彼はナンニに銅のインゴットを売ることに合意した。ナンニは代金を持った召使いを遣わせ、取引を完了しようとしたが、ナンニは銅の品質が劣ったものであるとし、受け取りを拒否した。
この一件に対し、ナンニはエアナーシルに本粘土板を送った。それには、エアナーシルが納品した銅の規格がバラバラなことや、（別件の）納品についての苦情が記されていた。ナンニはまた、取引を担当した自身の召使いが乱暴な扱いを受けたと粘土板上で訴えた。同時に、粘土板を書いている時点ではまだ銅を受け取っていないが、すでに代金を支払っていることも強調した。
エアナーシルは、alik Tilmun、すなわち「ディルムン商人」と呼ばれる商人グループの一員であった。彼は、ラルサの支配者リム・シン1世の治世の11年目と19年目に活動していたことが他の文書から知られている。

ウルの遺跡から発見されたバビロニアの古い家屋の内部図。エアナーシルの住居であった可能性がある。

## 発見
この粘土板は、1922年から1934年にかけてシュメールの古代都市ウルでペンシルベニア大学と大英博物館の共同探検隊を率いていたレオナード・ウーリーによって発見・入手された。

## 翻訳の歴史
アドルフ・レオ・オッペンハイムは、1954年のアメリカンオリエンタルソサエティ機関誌（英語: Journal of the American Oriental Society）に掲載された記事で、この粘土板の数行を翻訳した。英語への粘土板の翻訳は、1960年にウィルヘルムス・フランシス・リーマンスによって行われた。リーマンスの翻訳は、オッペンハイムが翻訳した行に加え、フリッツ・ルドルフ・クラウスの翻訳からも数行取り入れたものである。オッペンハイム自身も1967年に粘土板の完全な翻訳を発表したが、この粘土板の他の翻訳については知らなかった。マーク・ヴァン・デ・ミエループの翻訳に触発され、スティーブン・J・ガーフィンクルに個人的な連絡として送られた翻訳が2010年に出版された。ウォルター・ファーバーによる書評では、この翻訳は「細部に必ずしも忠実ではない」と指摘されている。ロシア語の翻訳がI. M. ディアコノフにより1990年に出版された。

## 翻訳
オッペンハイムの『Letters from Mesopotamia: Official, Business and Private Letters on Clay Tablets from Two Millenni』に掲載された翻訳は次の通りである。
"Tell Ea-nasir: Nanni sends the following message:
When you came, you said to me as follows : “I will give Gimil-Sin (when he comes) fine quality copper ingots.” You left then but you did not do what you promised me. You put ingots which were not good before my messenger (Sit-Sin) and said: “If you want to take them, take them; if you do not want to take them, go away!”

（エアナーシルに伝える： ナンニが次のように言付けていると：

あなたは以前来た時、私にこう言った。「ギミル・シン（が来たら）上質な銅の地金をやろう。」あなたは去ったが、その約束を果たさなかった。あなたは質の悪い地金を私の使者（シット＝シン）の前に置いて言った。「欲しければ持っていくがいい。そうでないなら去れ！」）

What do you take me for, that you treat somebody like me with such contempt? I have sent as messengers gentlemen like ourselves to collect the bag with my money (deposited with you) but you have treated me with contempt by sending them back to me empty-handed several times, and that through enemy territory. Is there anyone among the merchants who trade with Telmun who has treated me in this way? You alone treat my messenger with contempt! On account of that one (trifling) mina of silver which I owe(?) you, you feel free to speak in such a way, while I have given to the palace on your behalf 1,080 pounds of copper, and umi-abum has likewise given 1,080 pounds of copper, apart from what we both have had written on a sealed tablet to be kept in the temple of Samas.

（私のような者を軽んじるとは、私を何だと思っているのか。私は（あなた方に預けた）私の資金の入った袋を回収するために、我々のように礼儀を知る男を使者として遣わしたのに、あなたがたは何度も使者を手ぶらで送り返し、しかも敵の領土を通って送り返すなど、私を軽んじている。ディルムンと交易する商人の中に、このように私を扱った者がいるだろうか。あなただけが、私の使者を軽んじているのだ！私があなたに借りた(？)（たったの）1ミナ（5.67グラム）の銀のために、あなたはそのような言い方を平気でする。私はあなたに代わって1,080ポンドの銅を宮廷の有力者たちに献上し、ウミアブムも同様に1,080ポンドの銅を献上した。それは、私たち2人がサマス神殿に保管されている粘土板に書いたものとは別である。）

How have you treated me for that copper? You have withheld my money bag from me in enemy territory; it is now up to you to restore (my money) to me in full. Take cognizance that (from now on) I will not accept here any copper from you that is not of fine quality. I shall (from now on) select and take the ingots individually in my own yard, and I shall exercise against you my right of rejection because you have treated me with contempt.”

（その銅に対し、あなたは私をどのように扱かったか？あなたは敵地で私の資金の袋を私から隠した。;今、私に（私の資金を）全額返還することがあなたのすべきことである。こう認識するように。（今後）私はあなたから質の悪い銅を一切受け取らない。（今後）私は自分の仕事場で個別に地金を選び取り、あなたに対して拒否権を行使する。なぜなら、あなたは私を軽んじたからである。）
また別の翻訳では、ナンニは「あなたが私を見下したため、私はあなたに苦悩を与えよう！」と警告している。

## 他の粘土板
エアナーシルの住居跡と思われる遺跡からは、他の粘土板も発見されている。中には、アルビトラム（Arbituram）という人物からの「まだ銅を受け取っていない」という苦情の粘土板や、「粗悪な銅を受け取るのはもううんざりだ」という別の粘土板が含まれている。

## その後
この粘土板は、内容が一見して時代にそぐわないように思われることから、インターネットミームとして人気を博した。
同粘土板はギネス世界記録によって「世界最古のクレーム文」として認定されている。
2009年には、粘土板に対してパラロイドB72という樹脂を用いた保護が行われた。